# Sophia Aram
Sophia Aram (Ris-Orangis (Essonne), 29 de junio de 1973) es una humorista francesa, actriz, guionista, autora de crónicas humorísticas de radio y televisión, especialmente comprometida en la defensa de la laicidad y los derechos de las mujeres. Es una de las humoristas más escuchadas de su país.

## Biografía
Nació al seno de una familia de origen marroquí -su padre, cocinero de empresa, es del Sáhara y su madre trabajó como profesora ayudante- y es la cuarta de seis hermanos.  Fue escolarizada en el liceo de la Plaine de Neauphle de Trappes, atípico por su mezcla social. Allí se inició en la improvisación, que practicará posteriormente en la compañía Déclic Teatro que dirigió Alain Degois, donde acompañó también a Jamel Debbouze. Participa en la copa del mundo de improvisación organizada en Quebec. Debuta en teatro con la compañía del teatro du Sable. Tras sus estudios de antropología en el Instituto nacional de las lenguas y civilizaciones orientales donde obtiene una maestría en árabe. También se forma en la escuela de improvisación.

### Audiovisual
No resulta fácil encontrar papeles como actriz.  "Para los directores de casting no daba la imagen de inmigrante pero tampoco para papeles de francesa" explica. Empieza a colaborar en los guiones de varios programas de televisión para la productora La Boîte 2 Prod. Escribe sainetes y réplicas para varias sitcom, entre ellas "Caméra café" (M6). Participa en emisiones en Comédie! y Les Enfants de la Téle, emisiones presentadas por Arthur. Participa guiones de programa para el grupo Endemol.
La humorista interviene en la NRJ y Europe 2. En 2008, prepara una crónica semanal en Francia Inter en el programa Le Fou du Roi de Stéphane Bern. En septiembre de 2010, la cadena le confía una crónica humorística semanal los lunes mañana en la programación matinal. Después del despido de Gérald Dahan, pasa de una a dos crónicas semanales (lunes y miércoles). El 23 de marzo de 2011, en una de sus colaboraciones realiza una dura crítica al Frente nacional, comparando sus electores a  « gordos gilipollas ». Esta crónica provoca la llamada al orden por parte del Consejo Superior del Audiovisual. Sus crónicas humorísticas e irónicas le granjean no pocos conflictos, entre ellos con Nadine Morano ministra del gobierno de Sarkozy.
Desde septiembre de 2012, sus crónicas matinales en Francia Inter se difunden los martes y miércoles. Desde su crónica del 11 de septiembre, hace reaccionar Audrey Pulvar después de haber denunciado un conflicto de interés entre Arnaud Montebourg, Matthieu Pigasse y la periodista recientemente nombrada al frente de las Inrockuptibles.
Posteriormente continúa participando en programas talk-show, difundido en France 2 del lunes al viernes en access prima-time titulado Jusqu'ici tout va bien La emisión sufrió las críticas de la prensa, y no llegó a lograr la confianza del público.
En la actualidad continúa colaborando con France Inter.

### Espectáculos
Junto a Florence Foresti, Julie Ferrier o Rachida Khalil, Aram forma parte de una generación que interpreta sin complejos personajes masculinos y femeninos con una sorprendente plasticidad en la metamorfosis asegura la crítica. Su primer espectáculo se centró en la situación de la escuela (Del plomb dans la tête - 2008 ), el segundo en las religiones (Crisis de Fe - 2010) el tercero sobre el ascenso de los extremismos (Le fond de l'air effraie - 2015). Su último espectáculo À nos amours se estrenó a principios de 2019 inspirado por el movimiento Me Too tras el dosier de Harvey Weinstein.
En 2007, realizó su primera obra con Del plomb dans la tête, en la que Aram transforma a su público en escena una célula de apoyo psicológico como consecuencia del suicidio de una profesora en su clase de maternal. El espectáculo fue interpretado cuatrocientas veces. Está editado en DVD por Studio Canal.
En julio de 2010, presenta su segundo espectáculo, Crisis de fe, un monólogo que cuestiona las tres religiones abrahamiques.
En 2015, presenta su tercer espectáculo, El fondo del aire asusta, donde realiza una crítica al extremismo.

## Vida personal
Su pareja es Benoît Cambillard, a quien conoció a los 16 años y con quien escribe sus espectáculos y quien dirige su sociedad de producción. En 1998 tuvieron un hijo al que pusieron el nombre hebreo de Chaïm.

## Posiciones políticas y sociales
Sophia Aram es defensora del laicismo, la escuela, los valores republicanos, el matrimonio igualitario y los derechos de la mujer. Es de origen cultural musulmán, aunque cuestiona las diferentes religiones desde el código del humor. También está comprometida con la izquierda.
Algunas de sus crónicas contra el Frente nacional han tenido un especial eco mediático.

## Personajes e imitaciones
- Tía Fatiha ː la tía de Sophia. Mientras que su sobrina se identifica con los bobós, esta mujer inmigrante de primera generación se queja de que éstos invaden las afueras populares donde vive.[27] Es creyente y es aproximadamente poco angustiada.[28] Este personaje al fuerte énfasis se quiere también la voz de la cordura. Toma ocasionalmente el micro de Francia Inter para comentar los comportamientos absurdos de ciertos políticos o de los hechos diversos sordides.[29][30]
- Ludovine de la Malbaise ː una aristócrata conservadora. Es militante en el seno de la organización Manif pour tous  que se opone al matrimonio homosexual a pesar de sus fantasmas lesbianos implicando a Christiane Taubira.[31] Indignada por el matrimonio gay, Ludovine de la Malbaise se ha pronunciado también en contra de otorgar la nacionalidad,[32] o en contra de la elección de Laurent Wauquiez al frente del partido Los Republicanos.[33] Su nombre hace directamente referencia a Ludovine de La Rochère.
- Marion Maréchal-Le Pen ː una joven alocada cuya ingenuidad y la voz estridente de una Marine Le Pen fría y cínica encarnada por François Morel.[34]
- Carla Bruni-Sarkozy ː que admira excesivamente su marido.[35]
- Penelope Fillon[36]
- ISABEL II enfadada con un Boris Johnson interpretado por Thomas Bidegain.[37]

## Teatro
- Desde 2006 : Del plomb en la cabeza
- Desde 2010 : Crise de Foi
- Desde 2015 : Le fond de l'air effraie
- Desde 2019 : A nos amours[38]

## Publicaciones
- Participación en la obra  colectiva Qu'est-ce que la gauche ?, Fayard, 2017.[39]

## Cine
Como actriz
- 2011 : La Carta (corto métrage) de François Audoin : Nora
- 2018 : Neuilly sa mère, sa mère !  (largometraje) de Gabriel Julien-Laferrière

Como actora de doblage
- 2012 : Sammy 2 (película de animación) de Ben Stassen y Vincent Kesteloot : el pescado cirujano / los pescados calvos-ratones / Bryn /
- 2013 : Pourquoi les femmes sont-elles plus petites que les hommes ? (documental) de Véronique Kleiner : narración (voz)

## Premios
Por Du plomb dans la tête:
- Premio Attention Talent Humour Fnac 2006[3]
- Premio del festival Juste pour Rire de Nantes en 2006
- Festival de Saint Gervais 2007
- Premio del jurado y de los técnicos al festival de humor de Viena 2009